# Preslica (alat)
Preslica je drveni alat za predenje vlakana. Osmišljena je za pridržavanje vlakana držeći ih raspletene kako bi se lakše odvijao proces predenja. Najčešće se koristila za držanje lana, ponekad i vune, ali može se koristiti s bilo kojom vrstom vlakana. Preslica se koristila tako da su se vlakna oko nje omotavala i stezala vezivanjem užetom ili vrpcom.

## Oblik
U hrvatskoj tradiciji bilo je u uporabi više tipova preslica: u obliku štapa; s prstenastim izbočenjem; s umetnutim uspravnim krugom; s poprječnim prječkama koje su bile ravnie ili u obliku krila; u obliku rašlje s ograncima koji su bili slobodni ili povezanima na vrhu; s gornjim dijelom u obliku konusa; u obliku koplja, lopate ili buzdovana. Često su bile ukrašavane i bile su dio osobne imovine žena.
U Zapadnoj Europi postojale su dvije uobičajene vrste preslica, ovisno o metodi predenja. Tradicionalna forma preslice držala se pod pazuhom lijeve ruke za vrijeme predenja, a proizvedena nit namatala se na vreteno. Bila je dugačka oko 1 metar, a prelja je formirala nit lijevom rukom izvlačeći vlakna iz preslice i namatala ju na vreteno desnom rukom. Ovakav oblik preslice je stariji, budući je ručno predenje prethodilo predenju na kolovratu.
Preslica se također može montirati kao dodatak kolovratu. Na kolovratu je smještena u blizini kalema, tako da bude pri ruci prelji. Ova je verzija kraća, ali se po svemu ostalom ne razlikuje od tradicionalne preslice.
Suprotno zapadnoj verziji, tradicionalna ruska preslica oblikovana je u obliku slova "L", s horizontalnom tablom zvanom donce i vertikalnim plosnatim dijelom, obično u obliku vesla, na čijoj se unutarnjoj strani vezao ili drukčije pričvrstio svežanj vlakana. Prelja je sjedila na donceu, a vertikalni dio preslice nalazio se na njenoj lijevoj strani iz kojeg je izvlačila vlakna lijevom rukom. Ova vrsta preslice mogla se kombinirati i s vretenom i s kolovratom. Ruske tradicionalne preslice često su bile bogato ukrašene rezbarijama i crtežima, te predstavljaju važan element ruske narodne umjetnosti.

## Namatanje preslice
Namatanje preslice je radnja postavljanja i učvršćivanja vlakna oko tijela preslice. Kod predenja lana, namatanje se vrši polaganjem vlakana lana na ravnu površinu, otprilike paralelno izravnatih s tijelom preslice, potom se vlakna lagano obavijaju na preslicu. Vlakna se potom pričvrste vezanjem istih tankim užetom ili vrpcom pri samom vrhu, pazeći pritom da ne budu prečvrsto vezana.

## Druga značenja
U engleskom govornom području, pojam "preslica" (eng. distaff) često se koristi kao pridjev za opis ženske grane obitelji (npr. majka jedne osobe i svi njeni krvni srodnici nazivaju se "distaff side" obitelji te osobe). Pojam se razvio među zajednicama engleskog govornog područja gdje je preslica kao alat često simbolizirala život u domaćinstvu. Pojam se uglavnom izgubio u moderno vrijeme, kao i njegovi antonimi mač ili koplje za označavanje očeve loze obitelji.
u nordijskoj mitologiji je božica Frigg prela vlakna od oblaka sa svoje preslice ukrašene dragim kamenjem u nordijskom zviježđu Friggin kolovrat (nor. Friggerock).

## Vanjske poveznice
- Opis procesa predenja u 15. stoljeću